# Scodovacca
Scodovacca ist eine Fraktion der Gemeinde Cervignano del Friuli in der Region Friaul-Julisch Venetien, Italien. Die Fraktion bildete ursprünglich eine selbständige Gemeinde, die während der Herrschaft der Habsburger Teil der Grafschaft Görz und Gradisca war und dem Gerichtsbezirk Cervignano bzw. dem Bezirk Monfalcone unterstellt war.
Koordinaten: 45° 49′ N, 13° 20′ O